# Ismail Kadare
Ismail Kadare (Gjirokastra, 1936. január 28. – Tirana, 2024. július 1.) albán író, költő, esszéíró. A kortárs albán irodalom legnagyobb, nemzetközileg is elismert alakja, ugyanakkor hazájában pártállami múltja miatt megítélése ambivalens. Francia nyelven írt műveit Ismaïl Kadaré név alatt jelentette meg.

## Életpályája
A dél-albániai Gjirokastra városában született egy törvényszéki kézbesítő fiaként. 1956-ban tanári diplomát szerzett a Tiranai Egyetem történelem és pszichológia szakán. 1958-ban a moszkvai Makszim Gorkij Irodalmi Intézet ösztöndíjas hallgatója lett. 1960-ban – miután a Szovjetunió és Albánia közötti kapcsolatok elhidegültek – visszatért hazájába, és újságíróként kezdett dolgozni.
Hogy a rendszerben elképzelhető viszonylagos szabadsággal alkothasson, Kadare alkalmazkodott a párt diktálta vonalhoz és elvárásaihoz, és az 1960-as évek második felétől a szocialista realizmus élen járó szóvivője lett. 1974-ben a Zeri i Popullit című pártlapban még vezércikket is írt A szocialista realizmus – a forradalom magasművészete címmel, ugyanakkor mértékadó irodalmi elemzések szerint néhány kivételtől eltekintve prózai művei nem tekinthetőek a szocialista realizmusban fogant alkotásoknak. 1975-ben rövid időre tiltólistára tették, de néhány, a cenzúra által nonkonformistának bélyegzett műve kiadását pártpotentátok (például Ramiz Alia) kijárták, arra hivatkozván, hogy Kadare „Albánia új hangja”. Emellett 1970–1982 között az állampárti albán nemzetgyűlés képviselője volt.[forrás?] Tagja volt az Albán Tudományos Akadémiának, alelnöke az Albán Írószövetségnek és társelnöke az Albánok Világszövetségének.
1990. október 26-án, a kommunista rendszer összeomlása előtt két hónappal Kadare politikai menedéket kért Franciaországban. A vasfüggönyön túli világ legzordabb országából érkezett albán író egy csapásra hihetetlen népszerűségre tett szert. Kadare élt is a szabad és cenzúra nélküli alkotás lehetőségével, és párizsi tartózkodásának évei bizonyultak legtermékenyebb írói korszakának. Albánul és franciául egyaránt publikált, a Fayard kiadó pedig 1993–2004 között mindkét nyelven, tíz kötetben kiadta összegyűjtött műveit. 1996-ban az Académie des Sciences morales et politiques rendes tagja lett.
Az 1990-es évek közepétől Kadare felváltva a francia és az albán fővárosban tartózkodott, 1999-től Tiranában élt. Felesége, Helena Kadare szintén regényíró.

## Életműve
Kadare életműve regényei és lírai költeményei tükrében egyaránt jelentős, az elmúlt három évtized albán irodalmának vezéralakja. Irodalmi pályáján gimnáziumi éveiben költőként indult, s két eredeti szellemiségű verseskötetet is publikált (Frymëzimet djaloshare, ’Ifjúkori inspirációk’, 1954; Ëndërrimet, ’Álmok’, 1957). 1961-ben Shekulli im (’Az én évszázadom’) címmel megjelent verseskötete modernista hangütésével új utakat nyitott az albán költészetben. Őszinte és szókimondó szerelmi lírája hasonlóképpen újszerűen hatott a hagyományosan szemérmes albán irodalomban. 1964-es Përse mendohen këto male (’Amiről hegyeink elmélkednek’) című gyűjteményének darabjai a vészterhes Enver Hoxha-korszak megélésének legletisztultabb költeményei. Kadare korai költészete kevésbé dagályos, mint a megelőző korszakoké, s könnyen utat talált a magukra és érzéseikre ismerő tömegek szívéhez. Versei az 1960-as évek albán ifjúságának emblematikus alakjává tették.
Az 1960-as évek első felében, huszonéves korában mutatkozott meg széles körben prózaírói tehetsége is. 1963-ban jelent meg első regénye, a Gjenerali i ushtrisë së vdekur (magyar címén A halott hadsereg tábornoka), amely egy csapásra népszerűséget hozott neki. Kadare előszeretettel helyezi regényeit és elbeszéléseit történeti kontextusba, művei a Balkán-félsziget és hazája történelmének, kultúrájának alapos ismeretéről vallanak. Nem a szó klasszikus értelmében ír történelmi regényeket, mert bár a műveiben megjelenő korok és helyszínek aprólékosan kidolgozottak, az események láncolata a legtöbb esetben valamely társadalmi-társadalompszichológiai probléma kibontását szolgálja. Néhány korábbi művét egyesek a Hoxha-rendszer melletti kiállásként értékelik, ilyen például a Dimri i madh (’Hosszú tél’) című regénye, amely néhány elemzés szerint a rettegett pártfőtitkár irodalmi emlékműve.
1982-ben olasz–francia koprodukcióban, Anouk Aimée, Michel Piccoli és Marcello Mastroianni főszereplésével Luciani Tovoli azonos című filmet rendezett Kadare A halott hadsereg tábornoka című regényéből. Az 1990-es évek óta több művelődéstörténeti, társadalomfilozófiai esszét írt. Kadare művei több mint negyven nyelven jelentek meg (magyarul kiadott könyveinek listája itt megtalálható. 1992-ben munkásságát a Cino Del Duca Nemzetközi Díjjal jutalmazták. Neve 1994 óta évről évre szerepel az irodalmi Nobel-díjra jelöltek névsorában. 2001-ben mutatták be a Kettétört április című regényéből készült filmet, az A senki földjént Rodrigo Santoro főszereplésével. 2005. június 27-én elsőként ő vehette át a frissen alapított Nemzetközi Man Booker-díjat.

## Megítélése
Az 1991-es demokratikus fordulat óta Kadarét több oldalról is támadások érték. Azzal vádolják, hogy a kommunista rendszer alakja, Enver Hoxha nómenklatúrájának tagja, az egyetlen támogatott, éppen ezért konformista irodalmár volt, és csak a felelősségre vonás elől menekült Párizsba az eresztékeiben is recsegő Albán Népköztársaságból. Kadare Gjirokastra Palorto nevű negyedében született, ahogy Enver Hoxha is, és ezt sokan szintén érvként használták fel Kadare kommunista múltja kapcsán. Kadare támogatói azzal érvelnek, hogy akárhogy is alakult Kadare múltja, az információktól elzárt, irodalmilag elzüllesztett pártállami érában munkássága volt az egyetlen vigaszt és reményt nyújtó „ablak” a külvilágra.
Legutóbb 2006 októberében támadták újult erővel Kadarét az albán sajtóban, azzal vádolva őt, hogy a kommunista korszakban egy személyes sérelem miatt járta ki Hoxhánál a sérelmet okozó család üldöztetését. Ugyanekkor felrótták neki vélelmezett muzulmán- és aromunellenességét, rasszizmusát. A Kadare elleni közhangulatot tematizálók között találunk olyan közszereplőket, mint a koszovói Rexhep Qosja irodalomkritikus, Kristo Frashëri történész, Fatos Lubonja író és Paskal Milo politikus.[forrás?]

## Művei
- Qyteti Pa Reklama [A plakátok nélküli város]
- Shekulli Im ("My Century", 1961)
- Gjenerali i Ushtrisë së Vdekur ("The General of the Dead Army", 1963)
- Përse Mendohen Këto Male ("Why These Mountains Brood", 1964)
- Dasma ("The Wedding", 1968)
- Kështjella ("The Castle", 1970)
- Kronikë në gur ("Chronicle in Stone", 1971)
- Dimri i Madh ("The Great Winter", 1977)
- Ura Me Tri Harqe (The Three-Arched Bridge, 1978)
- Prilli i Thyer ("Broken April", 1980)
- Gjakftohtësia (1980)
- The File on H (Dosja H, 1981)
- Literary Works (Vepra Letrare, 1981-1989)
- The Concert at the End of the Winter (Koncert në Fund të Dimrit, 1988)
- From one December to another (Nga një dhjetor në tjetrin, 1991)
- Viti i mbrapshtë.Ljubljanë: Alternativa, 1990
- The Pyramid (Piramida, 1992)

Albán fordítása: Piramida. Tiranë: Çabej, 1995
- Shkaba. Tiranë: Çabej, 1996
- Spiritus. Roman me kaos, zbulesë, dhe çmërs. Elbasan: Onufri, 1996
- Kush e solli Doruntinën. Shkup: Flaka e Vëllazërimit, 1997
- Kasnecet e shiut. Pejë: Dukagjini, 1997
- Qorrfermani. Tiranë: Onufri, 1999
- Lulet e ftohta të marsit. Tiranë: Onufri, 2000
- Breznitë e Hankonatëve. Kronikë familjare. Tiranë: Onufri, 2000
- Kronikë në gur. Tiranë: Onufri, 2000
- Qyteti pa reklama. Tiranë: Onufri, 2001
- Çështje të marrëzisë. Tiranë: Onufri, 2005
- Albanie (1995)
- The Palace of Dreams (Pallati i ëndrrave, 1981)
- Poèmes (1997)
- Froides Fleurs D'Avril (Spring Flower, Spring Frost, 2000)
- Three Elegies for Kosovo (2000)
- The Life, Game and Death of Lul Mazreku (Jeta, loja dhe vdekja e Lul Mazrekut, 2002)
- The Successor (Pasardhësi, 2003)
- A dialogue with Alain Bosquet (Dialog me Alain Bosquet, 1996)
- Spiritus (Spiritus, 1996)
- The Angels' Cousin, essays (Kushëriri i engjëjve, 1997)
- Barbarian times(From Albania to Kosovo) (Kohë Barbare (Nga Shqipëria në Kosovë), 1996)
- Ra ky mort e u pam (2000)
- Some rain-drops fell on the glass (Ca pika shiu ranë mbi qelq, 2003 – Selection of poems)
- 'The European identity of Albanians (Identiteti europian i shqiptarëve, 2006)

### Elbeszéléskötetek
- Tri këngë zie për Kosovën. Tiranë: Onufri, 1998
- Ikja e shtërgut. Tiranë: Onufri, 1999
- Përballë pasqyrës së një gruaje. Tiranë: Onufri, 2001

### Drámakötetek
- Vjedhja e gjumit mbretëror. Tiranë: Onufri, 2000

### Verseskötetek
- Trazimi i zotit. Tiranë: Arbri, 1996
- Princesha Argjiro. Prishtinë: Rilindja, 1997

### Esszékötetek
- Albanie. Visage des Balkans. Écrits de lumiére. Paris: Arthaud, 1995 [néprajzi album kísérőszövege]
- Albania. Volto dei Balcani. Scritti di luce dei fotografi Marubi. Torino: Museo Nazionale della Montagna, 1996 [néprajzi album kísérőszövege]
- Legjenda e legjendave. Pejë: Dukagjini, 1996 [folklorisztikai tanulmányok]
- Kushëriri i engjëjve. Tiranë: Onufri, 1997 [irodalomtörténeti és folklorisztikai tanulmányok]
- Kombi shqiptar në prag të mijëvjeçarit të tretë. Tiranë: Onufri, 1998 [társadalompszichológiai tanulmányok]
- Ra ky mort e u pamë. Ditar për Kosovën, artikuj, letra. Tiranë: Onufri, 2000 [Koszovóról, a nemzeti kérdésről]
- Kohe barbare. Nga Shqipëria në Kosovë. Biseda. Tiranë: Onufri, 2000
- Bisedë përmes hekurash. Tiranë: Onufri, 2000 [Koszovóról és a nemzeti kérdésről]
- Eskili ky humbës i madh. Tiranë: Onufri, 2001 [művelődéstörténeti esszé]
- Unaza në kthetra. Sprova letrare, shkrime të ndryshme, intervista. Tiranë: Onufri, 2001 [irodalomelméleti tanulmányok]
- Shqiptarët në kërkim të një fati të ri. Sprovë. Tiranë: Onufri, 2001 [társadalomelméleti tanulmányok]
- Ismaïl Kadaré – Gilles de Rapper: L'Albanie. Entre la légende et l'histoire. Arles: ActesSud, 2004

## Magyarul megjelent művei
- A halott hadsereg tábornoka – regény, fordította Schütz István, Budapest, Európa Könyvkiadó, 1972
- A fellegvár – regény, fordította Békés András, Budapest, Zrínyi, 1982
- A piramis – regény, fordította Csaba Emese, Budapest, Holnap, 1994
- Kettétört április – regény, fordította Szántó Judit, Budapest, Ulpius-ház Könyvkiadó, 2000
- Aiszkhülosz, a nagy vesztes – művelődéstörténeti esszé, fordította Schütz István, Budapest, Európa Könyvkiadó, 2001 (Mérleg sorozat)
- A háromlyukú híd – francia, franciából fordította Takács M. József, Budapest, Ulpius-ház Könyvkiadó, 2001
- Az Álmok Palotája – regény, fordította Takács M. József, Budapest, Ulpius-ház Könyvkiadó, 2003 (Ulpius klasszikusok sorozat)

## Róla szóló irodalom

### Francia nyelven
- Éric Faye: Ismaïl Kadaré. Prométhée porte-feu. Paris: Corti, 1991
- Éric Faye: Ismaïl Kadaré. Entretiens. Paris: Corti, 1991
- Ismail Kadaré: Dialogue avec Alain Bosquet. Paris: Fayard, 1995, ISBN 2-213-59519-4
- Alexandre Zotos: De Scanderberg à Ismaïl Kadaré. Propos d’histoire et de littérature albanaises. Saint-Étienne: Université de Saint-Étienne, 1997
- Maks Velo: La disparition des "Pachas rouges" d'Ismaïl Kadaré. Enquête sur un crime littéraire. Paris: Fayard, 2004
- Mariam M'raihi: Ismaïl Kadarée ou L’inspiration prométhéenne.. Paris: L'Harmattan, 2004, ISBN 2-7475-7544-6
- Shaban Sinani: Le dossier Kadaré. / Stéphane Courtois: Suivi de La vérité des souterrains. Paris: Jacob, 2006, ISBN 2-7381-1740-6